# Kupola Beregovye
Kupola Beregovye är en bergstopp i Antarktis. Den ligger i Östantarktis. Norge gör anspråk på området. Toppen på Kupola Beregovye är 11 meter över havet, eller 1 meter över den omgivande terrängen. Bredden vid basen är 0,11 km.
Terrängen runt Kupola Beregovye är mycket platt. Havet är nära Kupola Beregovye åt nordväst. Trakten är obefolkad. Det finns inga samhällen i närheten.